# Projekt 651
Projekt 651 (v kódu NATO třída Juliett) byla třída ponorek Sovětského námořnictva. Byly to nosiče letounových střel, určené především k napadání hladinových lodí protivníka. Všech 16 postavených ponorek již bylo vyřazeno.

## Stavba
Celkem 16 ponorek Projektu 651 bylo postaveno v Gorkém a do služby zařazeno v letech 1961–1968. Postupné vyřazování této třídy začalo na počátku 90. let.

## Konstrukce

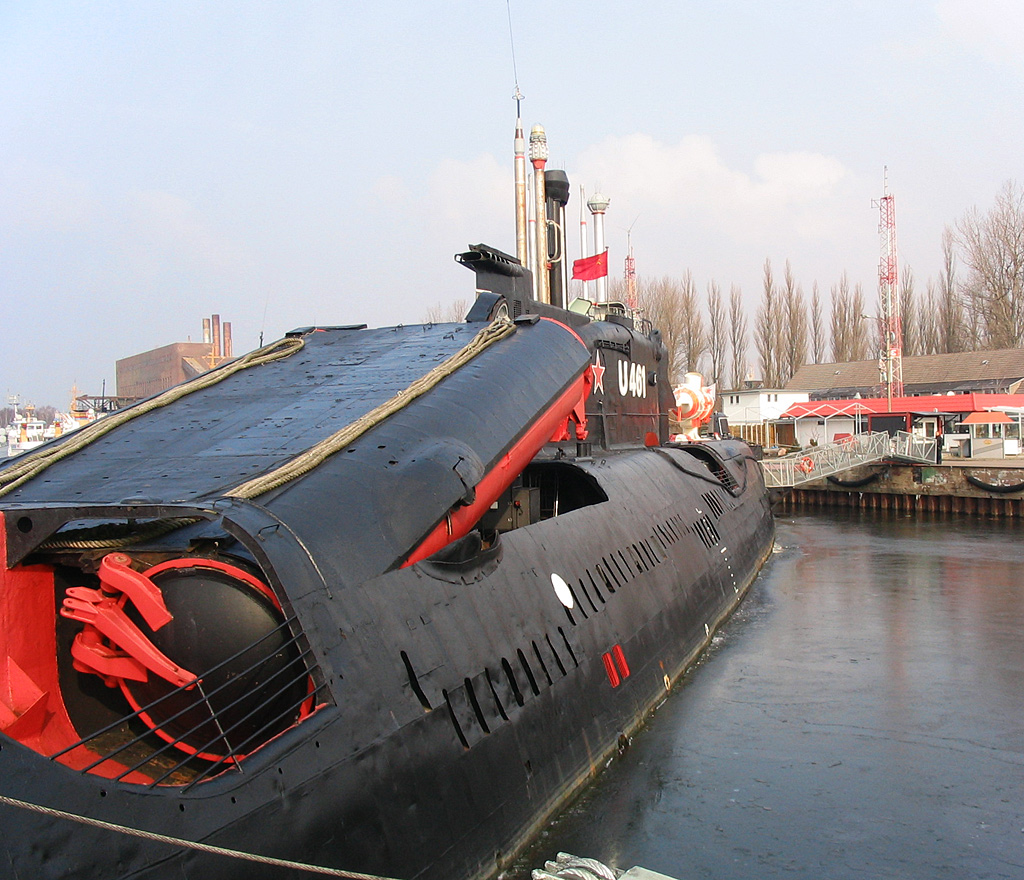
Detail ponorky třídy Juliett

Ponorky nesly šest příďových 533mm torpédometů pro klasická torpéda a čtyři záďové 406mm torpédomety pro torpéda s akustickým samonavedením. V horní palubě ponorek byly zapuštěny vypouštěcí kontejnery pro čtyři manévrující letounové střely P-6 (v kódu NATO SS-N-3A Shaddock) s dosahem 460 km. Střely bylo možné vypustit pouze při plavbě na hladině. Před výstřelem se odpalovací trubice vyklopily vzhůru. Později byly ponorky přezbrojeny osmi protilodními střelami typu P-500 Bazalt (v kódu SS-N-12 Sandbox).
Pohonný systém tvořily dva diesely a dva elektromotory, roztáčející dva lodní šrouby. Nejvyšší rychlost byla 17 uzlů na hladině a 18 uzlů pod hladinou.